# هانس فيرنر
هانس فيرنر (بالألمانية: Hans Werner)‏ هو لاعب جمباز فني ألماني، (و. 1891  م).

## وصلات خارجية
- هانس فيرنر على موقع أوليمبيديا (الإنجليزية)